# ファタウ・ダウダ
アブドゥル・ファタウ・ダウダ（Abdul Fatawu Dauda 、1985年4月6日 - ）は、ガーナ・アシャンティ州オブアシ出身の元プロサッカー選手。元ガーナ代表。現役時代のポジションは、ゴールキーパー。

## 経歴

### クラブ
地元クラブのアシャンティ・ゴールドSCでプロキャリアをスタート。2008年にはリーグ最優秀ゴールキーパーにノミネートされた。
2013年、南アフリカのオーランド・パイレーツFCに移籍。しかし南アフリカ代表のセンゾ・メイワからポジションを奪うことが出来ず、わずか3試合の出場に終わった。その後チッパ・ユナイテッドFCに移籍するも、今度は給料未払いのため退団した。
2014年10月1日、古巣のアシャンティ・ゴールドSCに復帰。
2016年12月、ナイジェリアのエニンバに移籍。

### 代表
アフリカネイションズカップ2008以来、継続的にガーナ代表に招集されている。アフリカネイションズカップ2013はレギュラーで起用された。

## 代表歴

### 出場大会
- ガーナ代表
  - 2014 FIFAワールドカップ

### 試合数
- 国際Aマッチ 26試合 0得点（2008年-2020年）[6]

| ガーナ代表 | 国際Aマッチ | 国際Aマッチ |
| 年         | 出場        | 得点        |
| ---------- | ----------- | ----------- |
| 2008       | 2           | 0           |
| 2009       | 0           | 0           |
| 2010       | 0           | 0           |
| 2011       | 0           | 0           |
| 2012       | 2           | 0           |
| 2013       | 13          | 0           |
| 2014       | 4           | 0           |
| 2015       | 4           | 0           |
| 2016       | 0           | 0           |
| 2017       | 0           | 0           |
| 2018       | 0           | 0           |
| 2019       | 0           | 0           |
| 2020       | 1           | 0           |
| 通算       | 26          | 0           |